# 石川県立七尾城北高等学校
石川県立七尾城北高等学校（いしかわけんりつ ななおじょうほくこうとうがっこう、英: Ishikawa Prefectural Nanao Johoku High School）は、石川県七尾市西藤橋町にある公立の定時制高等学校。

## 設置学科
- 定時制課程（夜間）
  - 普通科

## 沿革
- 1948年（昭和23年）- 石川県立七尾実業高等学校定時制課程発足。
- 1952年（昭和27年）- 石川県立七尾高等学校より定時制課程を分離独立して、石川県立七尾城北高等学校と改称。
- 2024年（令和6年）1月1日 能登半島地震が発生。避難所となった[1]。

## 部活動
- 運動部 - 卓球、バドミントン

## 校歌
作詞：稲葉武文、作曲：久木あさ子

## 所在地
〒920-0817 石川県七尾市西藤橋町エ1-1

## アクセス
- JR七尾線・のと鉄道七尾線七尾駅 徒歩約7分